# Női magasugrás a 2024. évi nyári olimpiai játékokon
A 2024. évi nyári olimpiai játékokon az atlétika női magasugrás versenyszámának selejtezőit augusztus 2-án, döntőjét pedig augusztus 4-én rendezték a párizsi Stade de France-ban. A számot a világcsúcstartó ukrán Jaroszlava Mahucsih nyerte.

## Verseny
Miután Jaroszlava Mahucsih egy hónappal az olimpia előtt megdöntötte a magasugrás 37 éve fennálló világcsúcsát, a bajnoki cím elsőszámú esélyesévé lépett elő. Rajta kívül az ausztrál Nicola Olyslagerstól volt várható jó teljesítmény, aki a márciusi fedett pályás világbajnokságon le tudta győzni Mahucsihot.
A selejtezőben ők ketten teljesítették hiba nélküli ugrással 195 cm-en, a döntőbe jutáshoz 192 cm kellett. Végül 13-an jutottak döntőbe. Ott is a 195 cm jelentett akadályt a mezőny nagy részének, hatan estek ki ezen a szinten. Köztük Irina Herascsenko és Eleanor Patterson is, akik addig egyformán hiba nélkül vették az akadályokat, így holtversenyben mindketten bronzérmet nyertek. Ketten maradtak versenyben, Mahucsih és Olyslagers, következett a 200 cm-es magasság. Az ukrán versenyző elsőre teljesítette, az ausztrál azonban csak harmadik kísérletből tudta megoldani. A 202 cm egyikőjüknek sem sikerült, így az összesítésben több hiba miatt Olyslagers lett az ezüstérmes, Mahucsih nyerte a bajnoki címet.

## Rekordok
A versenyt megelőzően a következő rekordok voltak érvényben:
| Világrekord                  | Jaroszlava Mahucsih (UKR) | 210 cm | Párizs, Franciaország | 2024. július 7.     |
| Olimpiai rekord              | Jelena Szleszarenko (RUS) | 206 cm | Athén, Görögország    | 2004. augusztus 28. |
| Világ legjobb idei eredménye | Jaroszlava Mahucsih (UKR) | 210 cm | Párizs, Franciaország | 2024. július 7.     |

A versenyen új rekord nem született.

## Eredmények
Az eredmények centiméterben értendők. A rövidítések jelentése a következő:
| - Q: 197 centiméternél nagyobb eredménnyel továbbjutott - q: legjobb 12 eredményt elért versenyző továbbjutott - o: érvényes kísérlet - x: rontott kísérlet - x–: magasság emeltetés | - PB: egyéni legjobbja - SB: 2024-ben addigi legjobb eredménye - NR: országos rekord - NM: érvényes kísérlet nélkül |

### Selejtező
| Helyezés | Csoport          | Név                   | Nemzet                 | 183 | 188 | 192  | 195 | 197 | Magasság | Mj    |
| -------- | ---------------- | --------------------- | ---------------------- | --- | --- | ---- | --- | --- | -------- | ----- |
| 1.       | A                | Jaroszlava Mahucsih   | Ukrajna (UKR)          | –   | –   | o    | o   | r   | 195      | q     |
| 1.       | B                | Nicola Olyslagers     | Ausztrália (AUS)       | –   | o   | o    | o   | r   | 195      | q     |
| 3.       | A                | Eleanor Patterson     | Ausztrália (AUS)       | –   | o   | xo   | o   | r   | 195      | q =SB |
| 4.       | B                | Irina Herascsenko     | Ukrajna (UKR)          | o   | o   | xo   | xo  | r   | 195      | q =SB |
| 5.       | B                | Safina Sadullayeva    | Üzbegisztán (UZB)      | o   | o   | o    | xxo | r   | 195      | q SB  |
| 6.       | A                | Christina Honsel      | Németország (GER)      | o   | xo  | xo   | xxo | r   | 195      | q =SB |
| 7.       | A                | Elena Kulichenko      | Ciprus (CYP)           | o   | xo  | o    | xxx |     | 192      | q     |
| 8.       | B                | Tatiána Gúszin        | Görögország (GRE)      | o   | o   | xo   | xxx |     | 192      | q     |
| 8.       | B                | Nawal Meniker         | Franciaország (FRA)    | o   | o   | xo   | xxx |     | 192      | q     |
| 8.       | B                | Buse Savaşkan         | Törökország (TUR)      | o   | o   | xo   | xxx |     | 192      | q =PB |
| 11.      | A                | Valdiléia Martins     | Brazília (BRA)         | o   | xo  | xo   | xxr |     | 192      | q =NR |
| 12.      | B                | Vashti Cunningham     | Egyesült Államok (USA) | o   | xxo | xxo  | xxx |     | 192      | q     |
| 12.      | A                | Angelina Topić        | Szerbia (SRB)          | –   | xxo | xxo  | xxx |     | 192      | q     |
| 14.      | B                | Imke Onnen            | Németország (GER)      | xo  | xxo | xxo  | xxx |     | 192      |       |
| 15.      | A                | Rachel Glenn          | Egyesült Államok (USA) | o   | o   | xxx  |     |     | 188      |       |
| 15.      | A                | Michaela Hrubá        | Csehország (CZE)       | o   | o   | xxx  |     |     | 188      |       |
| 15.      | A                | Morgan Lake           | Nagy-Britannia (GBR)   | o   | o   | xxx  |     |     | 188      |       |
| 15.      | B                | Airinė Palšytė        | Litvánia (LTU)         | o   | o   | xxx  |     |     | 188      |       |
| 19.      | B                | Temitope Adeshina     | Nigéria (NGR)          | o   | xo  | xxx  |     |     | 188      |       |
| 19.      | A                | Mirela Demireva       | Bulgária (BUL)         | o   | xo  | xxx  |     |     | 188      |       |
| 19.      | A                | Solène Gicquel        | Franciaország (FRA)    | o   | xo  | xxx  |     |     | 188      |       |
| 19.      | A                | Yelizaveta Matveyeva  | Kazahsztán (KAZ)       | o   | xo  | xxx  |     |     | 188      |       |
| 19.      | A                | Daniela Stanciu       | Románia (ROU)          | o   | xo  | xxx  |     |     | 188      | SB    |
| 24.      | B                | Lamara Distin         | Jamaica (JAM)          | xo  | xo  | xxxx |     |     | 188      |       |
| 25.      | A                | Rose Amoanimaa Yeboah | Ghána (GHA)            | xo  | xxo | xxx  |     |     | 188      |       |
| 26.      | B                | Elisabeth Pihela      | Észtország (EST)       | o   | xxx |      |     |     | 183      |       |
| 26.      | B                | Lia Apostolovski      | Szlovénia (SLO)        | o   | xxx |      |     |     | 183      |       |
| 28.      | B                | Nadezhda Dubovitskaya | Kazahsztán (KAZ)       | xo  | xxx |      |     |     | 183      |       |
| 28.      | B                | Ella Junnila          | Finnország (FIN)       | xo  | xxx |      |     |     | 183      |       |
| 28.      | A                | Maria Żodzik          | Lengyelország (POL)    | xo  | xxx |      |     |     | 183      |       |
|          | A                | Panajióta Dószi       | Görögország (GRE)      | xxx |     |      |     |     | NM       |       |
| B        | Julija Levcsenko | Ukrajna (UKR)         | xxx                    |     |     |      |     | NM  |          |       |

### Döntő
| Helyezés | Név                 | Nemzet                 | 186 | 191 | 195 | 198 | 200 | 202 | 204 | Magasság | Mj  |
| -------- | ------------------- | ---------------------- | --- | --- | --- | --- | --- | --- | --- | -------- | --- |
| Arany    | Jaroszlava Mahucsih | Ukrajna (UKR)          | —   | o   | o   | o   | o   | xx- | x   | 200      |     |
| Ezüst    | Nicola Olyslagers   | Ausztrália (AUS)       | —   | o   | o   | o   | xxo | xxx |     | 200      |     |
| Bronz    | Irina Herascsenko   | Ukrajna (UKR)          | o   | o   | o   | xxx |     |     |     | 195      | =SB |
| Bronz    | Eleanor Patterson   | Ausztrália (AUS)       | o   | o   | o   | xxx |     |     |     | 195      | =SB |
| 5.       | Vashti Cunningham   | Egyesült Államok (USA) | o   | xo  | o   | xxx |     |     |     | 195      |     |
| 6.       | Christina Honsel    | Németország (GER)      | xo  | o   | xo  | xxx |     |     |     | 195      | =SB |
| 7.       | Elena Kulichenko    | Ciprus (CYP)           | o   | xo  | xxo | xxx |     |     |     | 195      |     |
| 7.       | Safina Sadullayeva  | Üzbegisztán (UZB)      | o   | xo  | xxo | xxx |     |     |     | 195      | =SB |
| 9.       | Tatiana Gusin       | Görögország (GRE)      | o   | xxx |     |     |     |     |     | 186      |     |
| 10.      | Buse Savaşkan       | Törökország (TUR)      | xo  | xxx |     |     |     |     |     | 186      |     |
| 11.      | Nawal Meniker       | Franciaország (FRA)    | xxo | xxx |     |     |     |     |     | 186      |     |
| –        | Valdiléia Martins   | Brazília (BRA)         | r   |     |     |     |     |     |     |          | NM  |
| –        | Angelina Topić      | Szerbia (SRB)          |     |     |     |     |     |     |     |          | DNS |